# Tom Van Rompuy

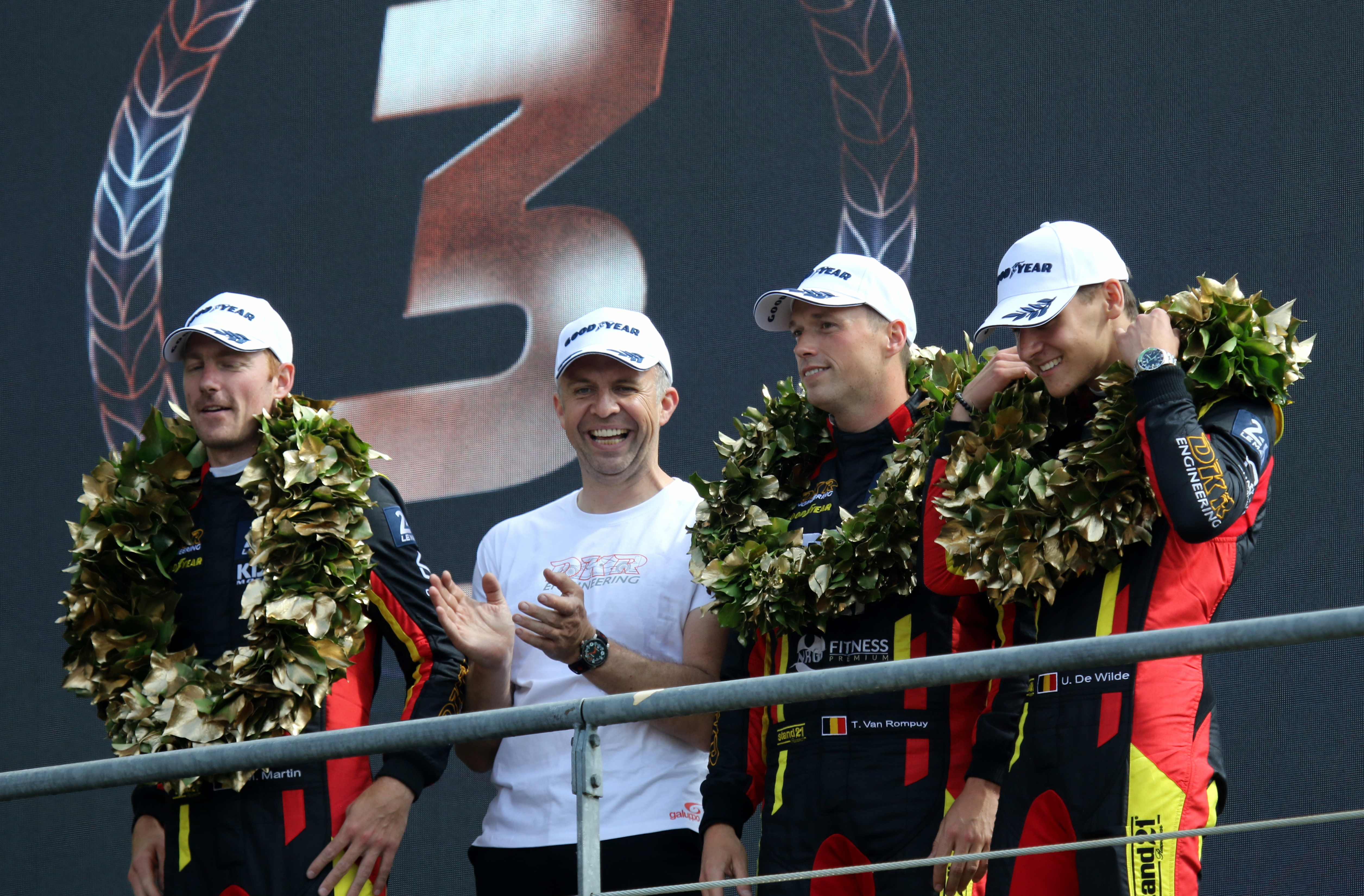
Tom Van Rompuy (Mitte) mit Maxime Martin und Ugo de Wilde 2023 in Le Mans

Tom Van Rompuy (* 8. September 1987 in Antwerpen) ist ein belgischer Autorennfahrer.

## Karriere als Rennfahrer
Tom Van Rompuy begann seine Fahrerkarriere Ende der 2000er-Jahre im belgischen GT-Sport. Viele Male startete er beim 24-Stunden-Rennen von Zolder, wo der sechste Gesamtrang 2009 seine beste Platzierung im Gesamtklassement war. Er erreichte 2011 den zweiten Rang in der belgischen Tourenwagen-Meisterschaft. 2022 begann sein Engagement im internationalen Sportwagensport. Er fuhr regelmäßig Rennen in der Asian- und European Le Mans Series.
2023 gab er mit dem 32. Gesamtrang sein Debüt beim 24-Stunden-Rennen von Le Mans und fährt in der FIA-Langstrecken-Weltmeisterschaft 2024 einen Chevrolet Corvette Z06 GT3.R von TF Sport.

## Statistik

### Le-Mans-Ergebnisse
| Jahr | Team            | Fahrzeug                     | Teamkollege   | Teamkollege      | Platzierung | Ausfallgrund |
| ---- | --------------- | ---------------------------- | ------------- | ---------------- | ----------- | ------------ |
| 2023 | DKR Engineering | Oreca 07                     | Maxime Martin | Ugo de Wilde     | Rang 32     |              |
| 2024 | TF Sport        | Chevrolet Corvette Z06 GT3.R | Rui Andrade   | Charlie Eastwood | Rang 43     |              |
| 2025 | TF Sport        | Chevrolet Corvette Z06 GT3.R | Rui Andrade   | Charlie Eastwood | Rang 35     |              |

### Einzelergebnisse in der FIA-Langstrecken-Weltmeisterschaft
| Saison | Team            | Rennwagen                    | 1   | 2   | 3   | 4   | 5   | 6   | 7   | 8   |
| ------ | --------------- | ---------------------------- | --- | --- | --- | --- | --- | --- | --- | --- |
| 2023   | DKR Engineering | Oreca 07                     | SEB | POR | SPA | LEM | MON | FUJ | BAH |     |
| 2023   | DKR Engineering | Oreca 07                     | 32  |     |     |     |     |     |     |     |
| 2024   | TF Sport        | Chevrolet Corvette Z06 GT3.R | KAT | IMO | SPA | LEM | SAO | AUS | FUJ | BAH |
| 2024   | TF Sport        | Chevrolet Corvette Z06 GT3.R | DNF | 24  | DNF | 43  | 26  | DNF | 16  | 16  |
| 2025   | TF Sport        | Chevrolet Corvette Z06 GT3.R | KAT | IMO | SPA | LEM | SAO | AUS | FUJ | BAH |
| 2025   | TF Sport        | Chevrolet Corvette Z06 GT3.R | DNF | 24  | 28  | 35  | 19  |     |     |     |